# La Mora, Ahualulco de Mercado
La Mora är en ort i Mexiko.   Den ligger i kommunen Ahualulco de Mercado och delstaten Jalisco, i den centrala delen av landet, 500 km väster om huvudstaden Mexico City. La Mora ligger 1 458 meter över havet och antalet invånare är 109.
Terrängen runt La Mora är kuperad åt sydväst, men åt nordost är den platt. Runt La Mora är det ganska tätbefolkat, med 65 invånare per kvadratkilometer. Närmaste större samhälle är Ameca, 17,7 km söder om La Mora. Trakten runt La Mora består till största delen av jordbruksmark.